# Басетля
Басетля е беларуски народен струнен лъков музикален инструмент, подобен на виолончелото, но с три или четири струни. Познат е в Украйна под името басоля. Използва се в народните ансамбли.
Четириструнна басоля се използва в централна Украйна, а триструнна – в Бойковщина. В Закарпатието се среща и петструнна басоля, като характерно за региона е удрянето на струните с пръчица, а не с пръсти.
Горната дъска се изработва от смърч или явор, а долната — само от явор. Под струните се изрязва специален отвор. Дължината на инструмента е от 50-70 cm (в Подолието и Полтавска област) до 140—160 cm (Закарпатието).